# Vascar
Vascar Vaslui este o companie producătoare de conserve din carne din România.
Firma are o fabrică în Vaslui, cu două secții de producție, respectiv pentru conserve și preparate din carne.
Materia primă folosită de Vascar provine în special din import.
Vascar are o tradiție și experiență de peste 20 de ani în procesarea cărnii respectiv în fabricarea preparatelor din carne și a conservelor din carne pui, porc și vită, pateuri din ficat de porc și pui, conserve mixte și vegetale comercializate în cutii de oțel și aluminiu cu gramaje între 30 și 800 de grame.
Compania deține și o rețea de magazine proprii în orașe ca Iași, Vaslui, Huși și Piatra-Neamț.
Cifra de afaceri:
- 2008: 40 milioane lei (10,8 milioane euro)[1]
- 2007: 30,1 milioane[1]